# Walter Sydney Adams
Walter Sydney Adams (n. 20 decembrie 1876, Antiohia, provincia Hatay, Turcia – d. 11 mai 1956, Pasadena, California, SUA) a fost un astronom american și director al Observatorului Mount Wilson.
A scris lucrări de spectroscopie solară și stelară.
Împreună cu Arnold Kohlschütter a elaborat (în 1914) o metodă spectrală de determinare a magnitudinilor și a vitezelor radiale ale stelelor.
A studiat spectrul companionului stelei Sirius, punând în evidență prima pitică albă (diametru: 40.000 km; densitate: 40 kg/cm3).